# August Lomberg
August Lomberg (* 10. August 1859 in Wülfrath; † 26. September 1945 in Haan) war ein deutscher Schulleiter und Lehrbuchautor.

## Leben
August Lomberg war der Sohn eines Heimwebers, der eine kleine Bibliothek hatte. Das Elternhaus befand sich außerhalb der Ortsmitte Wülfraths in den Eschen. Hier lebte er zehn Jahre und besuchte eine drei Klassen umfassende Volksschule in Wülfrath. Die Zustände an der Volksschule wurden für ihn zum Antrieb, sich um Schulreformen zu bemühen.
Lombergs Vater verdiente mit der Heimweberei nicht mehr ausreichend Geld. Daher stellte er die Heimweberei ein und nahm eine Stelle als Meister in einem Textilwerk in Barmen-Rittershausen. 1869 verlegte die Familie ihren Wohnsitz nach Barmen. 1871 starb Lombergs Mutter, 1875 der Vater.
Von 1876 bis 1879 besuchte Lomberg ein Lehrerseminar in Moers. Danach arbeitete er die meiste Zeit als Rektor einer Mädchenschule, die sich in der Baustraße in Barmen befand. Darüber hinaus unterrichtete er Präparanden und Seminaristen. Lomberg verfolgte früh die von Johann Friedrich Herbart vertretenden Ansichten. Er übernahm die Schriftführung eines von ihm mitgegründeten Vereins für Herbartische Pädagogik im Rheinland und Westfalen. Er selbst schrieb die Einladungen für die Hauptversammlungen. Bei der ersten Hauptversammlung 1886 referierte er „Über Schulwanderungen im Sinne des erziehenden Unterrichts“. Er baute seinen Vortrag aus und gab ihn 1893 als Buch in den Druck. Seine Aufsätze über Probleme, die aufgrund der Änderungen des Schulwesens zu lösen waren, erschienen in den „Deutschen Blättern für erziehenden Unterricht“.
Im Ruhestand zog Lomberg nach Haan. Gemeinsam mit seiner Frau Johanne, geborene Henkel (1870–1958) wurde er auf dem evangelischen Friedhof an der Alleestraße beigesetzt.

## Schriften
Lomberg wurde ein bekannter und respektierter Pädagoge, der sich auch mit der Heimatkunde beschäftigte. Er schrieb 30 Bücher, die ca. 250.000 Stück Käufer fanden. Hinzu kamen viele Aufsätze.

### Als Pädagoge
Lomberg erhielt von der Regierung den Auftrag, ein „den Zeitforderungen entsprechendes“ Lesebuch zu erstellen. Gemeinsam mit dem Barmer Lehrer Karl Rumscheidt entstand so ein zwei Bände umfassendes „Niederrheinisches Lesebuch für evangelische Volksschulen“, das 1897 erschien. Von 1896 bis 1915 verlegte der Beyer-Verlag aus Bad Langensalza mit den „Präparationen zu deutschen Gedichten“ Lombergs Hauptwerk. Es bot eine Vorbereitung für den Umgang mit literarischen Werken alter und neuer Autoren. Das Buch war für Lehrkräfte gedacht, jedoch auch für andere Literaturinteressierte geeignet. Das zehn Bände umfassende Werk erschien in zwei Ausgaben. Darüber hinaus stellte er für den Schulunterricht neue, alte und humorvolle Gedichte zusammen. Hinzu kamen Einzelausgaben dreistimmiger Chorsätze.

### Als Heimatkundler
Nach dem Ersten Weltkrieg publizierte Lomberg über die Geschichte des Bergischen Landes.
- In „Was uns die Hardt erzählt“ schrieb er zu Themen, die Einwohner von Barmen und Elberfeld besonders interessiert haben dürften.
- 1921 schrieb er über „Bergische Männer. Ein Beitrag zur Geschichte der Heimat“. Ende des 20. Jahrhunderts galten diese Beiträge über bergische Persönlichkeiten des 18. und 19. Jahrhunderts immer noch als reputable Quellen zu den darin beschriebenen Personen.
- 1922 begann er mit der Reihe „Bergische Heimatbücher“. Dazu zählten „Bergische Heimatbücher“, „Schöne alte Kinderlieder, Rätsel und Sprichwörter“ sowie „Schwänke und Schnurren“. Während die ersten drei Bücher eher Literatur entsprachen, schrieb er einen vierten Band, der anspruchsvoller war und die Themen der „Bergischen Männer“ wieder aufgriff.
- Der vierte Band mit dem Titel „Bilder aus der bergischen Geschichte von der Römerzeit bis zum Übergang an die Preußische Herrschaft“ erschien 1922.

Im Ruhestand in Haan setzte Lomberg seine heimatkundlichen Arbeiten fort.
- 1928 verfasste er das „Heimatbuch der Gartenstadt Haan“.
- Aus dem Jahr 1935 stammte das Heimatbuch „Als ich noch der Eschenbub war. Kindheitserinnerungen aus Wülfrath und Umgebung“. Mit diesem Buch begann er die „Bergischen Heimatschriften“. Als letzte Veröffentlichungen enthielten sie „Bergische Sprachsünden. Eine Scheltrede“ aus dem Jahr 1935 sowie „Mehr Verständnis für unser „Bergisch Platt!“ Eine Einführung in die urwüchsige Sprache der Heimat mit Proben mundartlicher Dichtung“, erschienen 1938.